# Костоусово (Свердловская область)
Костоусово — посёлок в Режевском городском округе Свердловской области

## География
Посёлок Костоусово муниципального образования «Режевского городского округа» расположен в 16 километрах (по автотрассе в 19 километрах) к юго-западу от города Реж, в истоке правого притока реки Озёрная (правого притока реки Реж).  В посёлке находится одноимённая ж-д станция однопутного неэлектрифицированного направления Екатеринбург-Устье Аха Свердловской железной дороги, в 0,5 км к северо-западу проходит Режевской тракт. В окрестностях посёлка, в 3 километрах к югу, расположено озеро Костоусовское.

## История
В 1990-е годы сельсовет из Костоусово был перенесён в посёлок Озёрный Режевского района Свердловской области (в 4-х км от Костоусово).
Сам Озёрный — бывший закрытый посёлок, основанный в 1946 году в связи с разработкой месторождения тория.
В поселке был леспромхоз. Сам посёлок Костоусово до 1950-х годов назывался Озером, а Костоусово — это название в честь героя Гражданской Войны Фёдора Костоусова, погибшего в 1919 году. Ранее существовала узкоколейная железная дорога, используемая для перевозки торфа (полностью разобрана)
В советское время в поселок Озёрный свозились на утилизацию старые телевизоры и радиоприёмники (тогда был запущен проект обмена старой техники на справки для покупки новой радиоаппаратуры).

## Население
| 2002 | 2010 | 2021 |
| ---- | ---- | ---- |
| 333  | ↘330 | ↘170 |